# فتیان شاغوری
ابومحمّد، فِتیان بن علی شاغوری لقب‌گرفته به شهاب‌الدین و همچنین شهرت‌یافته به شاغوریِ معلّم (۱۱۳۵-۱۲۱۸) (نسب‌نامه: فتیان بن علی بن فتیان اسدی خُزَیمی) زبان‌شناس، ادیب، شاعر و آموزشگر شامی بود.